# 鄧鏗
鄧 鏗（とう こう、1886年1月31日 - 1922年3月23日）は清末民初の軍人・革命家。革命派として孫文を支えた粤軍（広東軍）の創始者の1人である。別名は士元。字は仲元。

## 事跡

### 辛亥革命まで
行商人の家に生まれる。少年時代の鄧鏗は学問に優れ、崇雅学堂で学ぶ。この頃、孫文らの革命活動を耳にして、これへの参加を望むようになった。1905年（光緒31年）、広州将弁学堂に入学し、歩兵科第3班に入学した。翌年春に卒業すると、同学堂に留まって歩兵科教員となり、さらに公立法政学堂の体操教習（体操教師）を兼任した。1907年（光緒33年）から軍歴を開始し、1909年（宣統元年）に黄埔陸軍小学堂学長に就任した。これにより、多くの革命派軍人を教育することになる。
1910年（宣統2年）冬に、鄧鏗は革命派による広州蜂起に参加したが、失敗して香港に逃亡した。翌1911年（宣統3年）10月、辛亥革命が勃発すると、陳炯明率いる東江第1軍で鄧は参謀長をつとめ、恵州を攻撃した。第1軍は激戦の末に、清軍の提督秦炳直を捕虜とした。この戦勝がきっかけとなり、11月9日に、広州は革命派により掌握された（広州光復）。鄧は陸軍混成協協統に任命され、広州の守備を担当した。

### 二次革命・護国戦争
中華民国成立後の1912年（民国元年）5月、胡漢民が広東都督に就任し、鄧鏗は都督府陸軍司長に任命された。1913年（民国2年）、鄧は瓊崖鎮守使兼弁瓊崖民政事宜に任命され、海南島に赴任した。海南島近辺は列強の艦船が行き交う要地であり、鄧は軍事・民政の両面に尽力して、海南島の秩序を保持している。
同年7月に二次革命（第二革命）が勃発すると、鄧鏗は広東省本土に戻り、革命派として蜂起した都督陳炯明を補佐した。しかし、袁世凱に任命された広東都督竜済光に敗北し、鄧は香港へ逃亡した。翌1914年（民国3年）に孫文が中華革命党を結成すると、鄧はこれに加入し、同党軍務部副部長に就任した。その後はシンガポールで軍事費の収集に努める。1915年（民国4年）に護国戦争（第三革命）が勃発すると帰国し、中華革命軍東江総司令として護国軍側について戦った。

### 粤軍第1師
1917年（民国6年）、孫文が広州で護法軍政府を開設し、護法運動を開始すると、鄧鏗もこれに参加した。同年冬、陳炯明率いる粤軍が成立すると、鄧は参謀長に就任した。翌1918年（民国7年）から、粤軍は福建省へ進軍し、各地の北京政府軍を撃破して漳州に駐屯した。粤軍は2個軍2万の軍勢に拡充され、陳炯明が総司令兼第1軍軍長、許崇智が第2軍軍長、鄧が総部参謀長に就任した。
民国9年（1920年）6月、孫文の命令により、粤軍は広州に戻って岑春煊と陸栄廷らの桂系を攻撃する。同年10月、これを撃破、駆逐した。11月、陳炯明は広東省長兼粤軍総司令に、鄧鏗は粤軍第1師師長に就任した。鄧鏗は軍事訓練・政治教育・規律を強化して、第1師を孫文配下の最精鋭部隊へと練成した。この第1師から、李済深、鄧演達、張発奎、葉挺、陳銘枢、陳済棠、蔣光鼐、蔡廷鍇、薛岳、繆培南、余漢謀、黄琪翔、香翰屏、呉奇偉など、後の国民革命軍の支柱となった錚々たる著名軍人たちを輩出している。

### 凶弾に斃れる
民国10年（1921年）4月、鄧鏗は孫文が準備した北伐に参加し、広西省へ進撃した。同年12月、桂林に孫文が大本営を設置すると、鄧率いる第1師がこれを護衛した。しかしこの頃になると、孫文と陳炯明との間で北伐の続行を巡って対立が発生し、鄧が両者を懸命に調停する事態となっていた。
民国11年（1922年）3月21日、鄧鏗は広州将弁学堂時代の師を出迎えるために香港を訪れていた。ところが、用事を終えて広州の大沙頭広九駅に降り立ったところを何者かに銃撃されてしまう。腹部に2弾を受けた鄧は治療のかいもなく、23日に死亡した。享年37（満36歳）。
鄧鏗遭難の報に接した孫文は、陸軍上将の位を追贈した。鄧の死は、もちろん孫文ら南方政府派にとって人材的に大きな痛手となった。しかしそれだけではなく、孫文と陳炯明とを調停できる唯一の人間が失われてしまい、同年6月の陳の兵変へとつながることになったのである。なお粤軍第1師では、参謀長の李済深が後任師長に就任している。第1師は後の国民革命軍第4軍として北伐に貢献し、「鉄軍」との呼称により称賛されることになった。